# Brassiantha
Brassiantha é um género botânico pertencente à família Celastraceae.